# 张子容 (唐朝)
张子容（?—?），名悌，字子容，襄阳（今属湖北省）人，唐朝政治人物。

## 生平
與孟浩然友好，同隐鹿门山。先天元年（712年）举进士，授晋陵尉，开元十五年（722年）貶乐城（今浙江省乐清市）令，擢升奉先县令，後在白鹤岩翻修房舍。开元二十二年（734年），为义王府司马。安史之亂後，流寓江表，不知所終。《唐才子传》评价说“兴趣高远，略去凡近。当时哲匠，咸称道焉”。